# Kasiro Ilir
Kasiro Ilir is een bestuurslaag in het regentschap Sarolangun van de provincie Jambi, Indonesië. Kasiro Ilir telt 970 inwoners (volkstelling 2010).